# Sequitur
Sequitur – algorytm kompresji, który znajduje dla podanego tekstu opisującą go gramatykę bezkontekstową; następnie gramatyka jest kompresowana konwencjonalnymi metodami. Metoda została opracowana w 1996 roku przez Craiga Nevill-Manninga oraz Iana Wittena (patrz sekcja linki zewnętrzne).
Sequitur dla danych tekstowych, charakteryzujących się dużą powtarzalnością umożliwia uzyskanie dobrego stopnia kompresji. Ponadto można ją zaimplementować, tak aby działała w czasie liniowym (liczba operacji wprost proporcjonalna do długości tekstu). Wada: kodowany jest cały tekst, nie ma możliwości kompresowania strumienia danych.

## Algorytm kodowania
Na gramatykę nakłada dwa ograniczenia:
1. żadna para sąsiednich symboli (terminalnych i nieterminalnych) nie występuje więcej niż raz,
2. każda produkcja wykorzystywana jest co najmniej dwa razy.

Algorytm składa się z dwóch głównych kroków:
1. rozszerzenie gramatyki – dopisywanie kolejnych symboli wejściowych do produkcji startowej (tu ozn. {\displaystyle S}),
2. modyfikacja gramatyki – jeśli któreś z ograniczeń zostanie złamane.

Po rozszerzeniu gramatyki może zostać złamane pierwsze ograniczenie, co powoduje konieczność dodania nowej produkcji. Np. po dopisaniu symbolu {\displaystyle b} do produkcji {\displaystyle S\to abcda} przyjmie ona postać – {\displaystyle S\to {\underline {\color {Blue}ab}}cd{\underline {\color {Blue}ab}}.} Powtarza się para {\displaystyle ab,} stąd zostaje dodana nowa produkcja {\displaystyle A\to ab,} a startowa przyjmuje postać {\displaystyle S\to AcdA.}
Z kolei drugie ograniczenie może zostać złamane po dodaniu nowej produkcji, gdy zastępuje ona wystąpienia innej produkcji. Np. po dopisaniu symbolu {\displaystyle c,} produkcja startowa przyjmuje postać {\displaystyle S\to {\underline {\color {Blue}Ac}}d{\underline {\color {Blue}Ac}},} dodawana jest nowa reguła {\displaystyle B\to Ac.} Gramatyka ma teraz postać:
- {\displaystyle S\to BdB,}
- {\displaystyle \color {Red}A\to ab,}
- {\displaystyle B\to {\color {Red}A}c,}

produkcja druga {\displaystyle (A)} jest wykorzystywana tylko raz (w produkcji 3, {\displaystyle B}). Po jej usunięciu gramatyka zostaje uproszczona do:
- {\displaystyle S\to BdB,}
- {\displaystyle B\to abc.}